# 3:10 투 유마
《3:10 투 유마》(영어: 3:10 to Yuma)는 2007년 개봉한 미국의 서부 영화이다.

## 한국어 더빙 성우진(KBS) (2010년 1월 3일)
- 김승준 - 댄 에반스(크리스찬 베일)
- 홍시호 - 웨이드(러셀 크로우)
- 오세홍 - 찰리(벤 포스터)
- 유남희 - 앨리스(그레첸 몰)
- 안종국 - 맥컬로이(피터 폰다)
- 유민석 - 웨더스(러스 레인스)
- 김환진 - 그레이슨(달라스 로버츠)
- 김준 - 터커(케빈 듀랜드) / 보안관의 부하(크리스토퍼 베리)
- 임성표 - 홀랜더(레니 로프틴) / 볼레스(포레스트 파이어)
- 차명화 - 에이미(비네사 쇼) / 마크(벤자민 페트리)
- 홍승섭 - 포터(일란 터딕)
- 김관진 - 제케(루크 월슨) / 보안관(숀 헤니건)
- 유호한 - 잭슨(숀 호웰)
- 윤동기 - 윌리엄(로건 러먼) / 보안관의 부하(지라드 스완)/ 죄수(크리스 브라우닝)